# Dmitri Shepílov
Dmitri Trofímovich Shepílov (ruso: Дмитрий Трофимович Шепилов) (Asjabad, Turkmenistán; 23 de octubrejul./ 5 de noviembre de 1905greg. – Moscú, 8 de agosto de 1995) fue un político soviético, Ministro de Asuntos Exteriores de la Unión Soviética e integrante del Grupo Anti-Partido que trató de derribar del poder a Nikita Jrushchov en 1957.

## Infancia y juventud
Dmitri Shepílov nació el 5 de noviembre de 1905 en una familia obrera de Asjabad, en Transcaspia, en del Imperio ruso (actualmente en Turkmenistán). Se graduó en la Facultad de Derecho de la Universidad Estatal de Moscú en 1926 y fue enviado a trabajar a Yakutsk, donde trabajó como vicefiscal en Yakutia. En 1928-1929 trabajó como adjunto al fiscal regional de Smolensk. En 1931-1933 Shepílov estudió en el Instituto de Profesores Rojos de Moscú, mientras trabajaba simultáneamente como secretario de la revista Sobre el Frente Agrario. Tras graduarse en 1933, Shepílov fue nombrado jefe del Departamento Político de un sovjoz. En 1935 fue nombrado vicejefe del Departamento de Ciencias de la Agricultura del Comité Central del Partido Comunista de la Unión Soviética (PCUS). 
En 1937, Shepílov se graduó como Doctor en Ciencias y fue nombrado Secretario Científico del Instituto de Economía de la Academia Soviética de las Ciencias. Asimismo dio clases de economía en varios institutos de Moscú entre 1937 y 1941. 
Poco después del comienzo de la Operación Barbarroja, Shepílov ingresó en la Milicia Popular en julio de 1941, sirviendo como comisario político de su unidad de Moscú durante la Batalla de Moscú en 1941-1942. En 1942-1943, fue comisario político del 23er Ejército de Guardias y en 1944-1946 del 4.º ejército de Guardias, finalizando la guerra con el rango de General de División. Entre mayo de 1945 y febrero de 1946, Shepílov fue uno de los altos jefes militares soviéticos de Viena, durante las primeras fases de la ocupación soviética de las zonas orientales de Austria tras la victoria en la Segunda Guerra Mundial.

## Ascenso en la burocracia
En febrero de 1946, Shepílov fue nombrado vicejefe del Departamento de Propaganda y Agitación del Directorio Político Principal del Ejército Rojo. El 2 de agosto, fue designado jefe del Departamento de Propaganda del diario oficial del Partido, Pravda. 
Hacia mediados de 1947, el jefe del Departamento de Propaganda del PCUS, Georgi Aleksándrov, y sus ayudantes, fueron sujetos de críticas públicas por ser insuficientemente vigilantes y expulsados de sus puestos. Shepílov fue nombrado vicejefe de dicho Departamento el 18 de septiembre de 1947. Debido a que el nuevo jefe, Mijaíl Súslov, tenía otras responsabilidades, Shepílov tuvo prácticamente el control completo de las operaciones diarias del Departamento. 
Ya en Moscú, Shepílov –famoso por su memoria fotográfica, erudición y formas educadas- se convirtió en un experto sobre la ideología comunista y en protegido del jefe del aparato ideológico de Iósif Stalin, Andréi Zhdánov. El 1 de diciembre de 1947, el nombramiento de Yuri Zhdánov, hijo de Andréi, para dirigir el Departamento de Propaganda del Sector Científico puso a Shepílov en la delicada posición de supervisar al hijo de su superior. La situación se hizo incluso más delicada por el hecho de que Yuri Zhdánov acababa de casarse con Svetlana Alilúyeva, hija del Secretario General del PCUS Stalin; además, Andréi Zhdánov, el principal consejero de Stalin en ese momento, tenía muchos enemigos en la dirección soviética. 
Cuando en abril de 1948 Shepílov aprobó el discurso de Yuri Zhdánov criticando al biólogo soviético y favorito de Stalin Trofim Lysenko, comenzó una intensa batalla política entre Andréi Zhdánov y sus rivales, que utilizaban el episodio para desacreditarlo. El 1 de julio de 1948, el principal rival de Zhdánov, Gueorgui Malenkov, se hizo cargo del Secretariado del Comité Central, mientras Zhdánov era enviado a unas vacaciones de dos meses, durante las cuales falleció. Shepílov, sin embargo, no solo sobrevivió al cambio de superior, sino que incluso mejoró su posición y fue nombrado jefe del Departamento de Propaganda y Agitación el 10 de julio. Asimismo sobrevivió a la siguiente etapa de luchas internas en el Partido asociadas con el cese y posterior ejecución del miembro del Politburó Nikolái Voznesenski. Sin embargo, el 14 de julio de 1949, fue censurado por el Comité Central por permitir que la revista teórica del Partido, El Bolchevique, publicara el libro de Voznesenski sobre economía, aun cuando estaba todavía en el poder. 
En 1952, Stalin puso a Shepílov a cargo de escribir un nuevo libro de texto sobre economía soviética basado en el recientemente publicado Tratado sobre Problemas Económicos del Socialismo en la URSS. El 18 de noviembre de ese mismo año, tras el XIX Congreso del PCUS, Shepílov fue nombrado editor jefe del Pravda.

## El teórico de Jrushchov
Tras la muerte de Stalin en marzo de 1953, Shepílov se convirtió en aliado y protegido del nuevo líder soviético, Nikita Jrushchov, administrándole apoyo ideológico en la posterior lucha contra el primer ministro Gueorgui Malenkov. Cuando Malenkov defendió incrementar la producción de bienes de consumo, Shepílov enfatizó el papel de las industrias pesada y de defensa y caracterizó la posición de Malenkov de la siguiente forma:
“En un generalmente incompresible lenguaje esto significa: nos rendimos en la ventaja por forzar el desarrollo de la industria pesada, la construcción de maquinaria, la energía, la industria química, la electrónica, la aeronáutica, los sistemas de guía, y más allá, nos rendimos al mundo imperialista… Es difícil de imaginar una teoría más anti-científica, podrida, que pudiese desarmar a nuestro pueblo más.”
En febrero de 1955, Malenkov fue cesado mientras Shepílov fue elegido Secretario del Comité Central el 12 de julio del mismo año. Retuvo su puesto en el Pravda y se convirtió en un teórico comunista de prestigio, contribuyendo al famoso discurso secreto de Jrushchov denunciando a Stalin en el XX Congreso del Partido en febrero de 1956.

## Ministro de Asuntos Exteriores de la URSS
En julio de 1955, Shepílov viajó a Egipto para entablar negociaciones con el presidente Gamal Abdel Nasser y cerrar un pacto armamentístico, lo que significaba el reconocimiento de facto del régimen egipcio y abría el camino para una consiguiente alianza soviético-egipcia. Asimismo señaló la nueva flexibilidad soviética en pactar con países no-comunistas del Tercer Mundo en marcado contraste con la intransigencia de los años de Stalin. El 26 de febrero de 1956, tras el XX Congreso del Partido, Shepílov fue elegido miembro candidato del Politburó del Comité Central. 
El 1 de junio de 1956, Shepílov reemplazó a Viacheslav Mólotov como Ministro de Asuntos Exteriores. Abandonó su puesto en el Pravda, aunque permaneció como Secretario del Comité Central hasta el 24 de diciembre. A comienzos de junio de 1956, Shepílov volvió a Egipto y ofreció ayuda soviética en la construcción de la Presa de Asuán, que fue finalmente aceptada tras competir con una oferta de Estados Unidos y el Banco Mundial que fue retirada en julio en el contexto de deterioro general de las relaciones entre Occidente y Egipto. 
El 27 de julio de 1956, un día después del anuncio de Nasser de la nacionalización de la Compañía del Canal de Suez, Shepílov se reunió con el embajador egipcio en la URSS y le ofreció apoyo general a la posición de Egipto, lo que Jrushchov hizo oficial el 31 de julio en un discurso. Aunque la Unión Soviética, siendo sucesora del Imperio ruso, firmante de la Convención de Constantinopla de 1888, fue invitada a la conferencia internacional sobre Suez convocada en Londres a mediados de agosto, Shepílov en primera instancia rechazó la oferta. Sin embargo, una vez la decisión de convocar la conferencia fue firme, lideró la delegación soviética a la misma. Aunque la conferencia adoptó la resolución estadounidense sobre la internacionalización del Canal de Suez por 18 votos contra 4, Shepílov tuvo éxito en alcanzar una alianza con la India, Indonesia y Sri Lanka, objetivo marcado por la dirección soviética. 
Shepílov representó a la URSS en el Consejo de Seguridad de la ONU durante la Revolución Húngara de 1956 y la Crisis de Suez en octubre-noviembre del mismo año, aunque todas las decisiones políticas importantes eran tomadas por Jrushchov y los miembros de pleno derecho del Politburó. 

## Supervisando el aparato de propaganda del PCUS
El 14 de febrero de 1957, Shepílov fue nombrado de nuevo Secretario del Comité Central, responsable del trabajo ideológico, y al día siguiente, Andréi Gromyko lo reemplazaba como Ministro de Asuntos Exteriores. En su nuevo puesto, Shepílov supervisó el II Congreso de la Unión de Compositores Soviéticos celebrado en marzo, que reafirmó la decisión del I Congreso (enero de 1948) de denunciar a Dmitri Shostakóvich y a otros compositores como modernistas. Cuando Shostakóvich compuso privadamente la cantata satírica Rayok a finales de ese año (publicada en 1989 durante la perestroika), hizo de uno de los bajistas una caricatura de Shepílov. Shepílov también denunció el jazz y el rock en el Congreso, alarmando contra las orgías de trogloditas salvajes y la explosión de los instintos básicos y las necesidades sexuales.

## Caída del poder
Shepílov fue el único Secretario del Comité Central en oponerse a Jrushchov en junio de 1957 cuando una mayoría de los miembros del Politburó trataron de cesarlo. Se unió al golpe del conocido como Grupo Anti-Partido en el último momento, cuando Lázar Kaganóvich le aseguró que los conspiradores tenían mayoría en el Politburó. Cuando Jrushchov prevaleció ante el pleno del Comité Central, se mostró furioso sobre la traición de Shepílov. Fue cesado del Comité Central el 29 de junio y vilipendiado en la prensa junto a Mólotov, Malenkov y Kaganóvich, los otros únicos dirigentes soviéticos cuya participación en el intento de golpe fue hecha pública en aquel momento. Shepílov era amigo del mariscal Gueorgui Zhúkov y quizás esa fue una de las razones por las que pocos meses después el propio Zhúkov era cesado como Ministro de Defensa. 
Tras perder sus posiciones en el Comité Central, Shepílov fue enviado a Kirguistán a dirigir al Instituto de Economía de la Academia de las Ciencias kirguiz, aunque pronto fue degradado a vicedirector. En 1960, fue llamado a Moscú, siendo expulsado de la Academia Soviética de las Ciencias y enviado al Archivo Estatal Soviético para trabajar como celador, donde permaneció hasta su jubilación en 1982. Tras una segunda ola de denuncias contra el Grupo Anti-Partido en el XXII Congreso del PCUS en noviembre de 1961, Shepílov fue expulsado del Partido el 21 de febrero de 1962. En 1976, fue readmitido, aunque permaneciendo como militante de base. 
Cuando Jruschov fue derribado de la secretaría general en octubre de 1964 por Leonid Brézhnev, Shepílov comenzó a trabajar en sus memorias, un proyecto en el que continuó hasta aproximadamente 1970. Sus documentos se perdieron tras su muerte a los 89 años en Moscú, aunque fueron encontrados y publicados en 2001.